# 中山悦治
中山 悦治（なかやま えつじ、1883年7月15日 - 1951年12月25日）は大正・昭和期の実業家。中山製鋼所の創設者。
福岡県行橋市南泉の中山家に生まれ、泉小学校を卒業。豊津中学校三年時、父が事業に失敗し、中途退学。その後、製糸工事、炭鉱、行商など様々な職を転々した。1919年に兵庫県尼崎にメッキ炉1基、作業員数名からなる亜鉛鉱金製造工場を開設した。この工場が中山悦治商店を経て中山製鋼所となる。

## 年譜
- 1938年 - 熱海に別邸（後の熱海大観荘）を建設。
- 1940年3月 - 財団法人中山報恩会を設立。初代理事長に就任。

## 資料
- 『中山悦治翁伝(書誌情報のみ)』 - 国立国会図書館デジタルコレクション
- 『財界の前線に躍る人々 293頁 「工業報國」に邁進する愛國的事業家』 - 国立国会図書館デジタルコレクション